# Xanthoparmelia subverrucigera
Xanthoparmelia subverrucigera är en lavart som beskrevs av O. Blanco, A. Crespo & Elix. Xanthoparmelia subverrucigera ingår i släktet Xanthoparmelia och familjen Parmeliaceae.   Inga underarter finns listade i Catalogue of Life.